# Epe (Holandia)
Epe – gmina w prowincji Geldria w Holandii. W 2014 roku populacja wyniosła 32 352 mieszkańców. Stolicą jest miejscowość o tej samej nazwie.
Przez gminę przechodzą autostrady: A50 oraz A28, a także drogi prowincjonalne N309 oraz N794.

## Miejscowości

### Wsie
- Epe (15 552 mieszk.)
- Vaassen (12 770)
- Emst (3048)
- Oene (1600)

### Przysiółki
Boshoek, Dijkhuizen, Emst, Geerstraat, Gortel, Hanendorp, De Hegge, Jonas, 't Laar, Laarstraat, Loobrink, Niersen, De Oosterhof, Schaveren, Tongeren, Vemde, Westendorp, Wijnbergen, Wissel i Zuuk

## Miasta partnerskie
- Rajecké Teplice